# ザット・ウッド・ビー・サムシング
ザット・ウッド・ビー・サムシング（原題：That Would Be Something）は、1970年にポール・マッカートニーが発表した楽曲。

## 概要
ソロデビューアルバム「マッカートニー」の2曲目に収録された楽曲。ジョージ・ハリスンは1970年のインタビューで、本曲を「素晴らしいと思う」と評価している。
作詞及び作曲は1969年にスコットランド・キンタイア岬に所有していた自宅農場で、レコーディングは同年の12月にロンドンの自宅で行われ、1970年2月22日にEMIレコーディング・スタジオにてミキシングが行われた。
本曲は1991年に放送されたMTVの音楽番組『MTVアンプラグド』で初披露され、その際の音源がライブ・アルバム「公式海賊盤」に収録された。また、同年の5月から7月にかけて6公演開催されたシークレット・ギグのセット・リスト入りも果たした。

## クレジット
- ポール・マッカートニー - リード・ボーカル、ベース、アコースティック・ギター、エレクトリック・ギター、ドラムス